# إيفيتا تونويان
إيفيتا تونويان (بالأرمنية: Իվետա Տոնոյան)‏ (من مواليد 22 نوفمبر 1981)، سياسية وصحفية أرمينية. وهي أيضًا عضو في جمعية أرمينيا الوطنية منذ انتخابها في الانتخابات البرلمانية لعام 2017 لأرمينيا المزدهرة، أعيد انتخابها عام 2018.
وُلدت في يريفان، بأرمينيا السوفيتية، وتخرجت بتخصص الصحافة بجامعة يريفان الحكومية في 2002، وبين عامي 2002 و2010 عملت في تلفزيون Kentron ، وبين عامي 2010 و2012 رئيسة قسم العلاقات العامة بوزارة الرياضة والشباب.